# 方明 (詩人)
方明（1954年7月28日—），廣東番禺人，越南華僑，台湾诗人，《兩岸詩》創辦人兼社長，方明詩屋创建者。

## 生平
1954年7月28日出生於越南堤岸，父親黎栢、母親方瓊為廣東東莞人。曾就讀於南越的鳴遠高中，台灣大學經濟系畢業后，進而赴法国留学，巴黎大學經貿研究所畢業，之後又深研文學而獲文學碩士學位。在法国和台湾的企业任职。

## 寫作
方明十三歲時開始寫散文、詩歌，十五歲時的散文入選香港《當代文藝》月刊，之後，以筆名「方明」陸續刊登數拾篇詩歌與散文於南越各華文日晚報的文藝版。獲中國文藝協會2005年度中國文藝獎章(五四文藝獎章新詩創作獎)。方明是歐洲華文作家協會會員。2017年是中國第一首新詩、胡適的《蝴蝶》發表一百周年。光明日報與西南大學中國新詩研究所聯合舉辦「中國新詩百年」全球華語詩人詩作評選活動，方明獲「新詩百年百位最具影響力詩人獎」。

## 著作
- 詩集《病瘦的月》（1976）
- 散文詩集《瀟洒江湖》（1979）
- 詩集《生命是悲歡相連的鐵軌》（2004）
- 詩集《歲月無信》（2009）
- 論文集《越南華文現代詩的發展 , 兼談越華戰爭詩作》（2014）

## 方明詩屋
2003年创建「方明詩屋」，由詩人洛夫與余光中題字。詩屋内有自紀弦，余光中，洛夫、瘂弦、楚戈、鄭愁予、楊牧、羅門、楚戈、商禽、周夢蝶、羊令野、白先勇等詩人的墨寶。
詩人楊牧的住宅仳鄰「方明詩屋」。

## 兩岸詩
創辦《兩岸詩》詩刊，首期於2015年12月出刊。